# Aconitum bujbense
Aconitum bujbense är en ranunkelväxtart som beskrevs av N.V. Stepanov. Aconitum bujbense ingår i släktet stormhattar, och familjen ranunkelväxter. Inga underarter finns listade i Catalogue of Life.